# Форбек
Форбек (њем. Vorbeck) општина је у њемачкој савезној држави Мекленбург-Западна Померанија. Једно је од 59 општинских средишта округа Бад Доберан. Према процјени из 2010. у општини је живјело 316 становника. Посједује регионалну шифру (AGS) 13051080.

## Географски и демографски подаци
Форбек се налази у савезној држави Мекленбург-Западна Померанија у округу Бад Доберан. Општина се налази на надморској висини од 14 метара. Површина општине износи 15,6 km². У самом мјесту је, према процјени из 2010. године, живјело 316 становника. Просјечна густина становништва износи 20 становника/km².